# Baldi (Automarke)
Baldi war eine italienische Automarke.

## Unternehmensgeschichte
Das Unternehmen GAMC aus Sanremo stellte 1972 auf dem Turiner Autosalon erstmals ein Fahrzeug aus. Der Markenname lautete Baldi. 1976 endete die Produktion.

## Fahrzeuge
Das 1972 ausgestellte Modell Frog wurde von der Presse als das hässlichste Auto des Salons bezeichnet. Dabei handelte es sich um einen Buggy auf Basis des Fiat 127, allerdings mit Heckmotor. Weitere Freizeitfahrzeuge mit Kunststoffkarosserien entstanden auf Basis von Fiat Nuova 500 und Renault 4, letzterer ähnlich dem Renault Rodéo.